# Ээсти Пылевкиви (футбольный клуб)
«Ээсти Пылевкиви» (также «ЭП»; эст. Jõhvi JK Eesti Põlevkivi) — ныне не существующий советский и эстонский футбольный клуб из города Йыхви. Вице-чемпион Эстонии 1992 года, финалист Кубка Эстонии 1996 года.

## История
Клуб основан в 1974 году как команда КФК. Выступал в советский период в разных лигах чемпионата Эстонской ССР среди коллективов физкультуры, в 1975 году и с 1977 года до распада СССР — в высшей лиге республики. Чемпион Эстонской ССР 1984 года, вице-чемпион 1982 года, бронзовый призёр 1985 и 1991 годов. Обладатель (1985, 1986, 1987) и финалист (1980, 1990) Кубка Эстонской ССР. Цвета — чёрно-белые. Первоначально носил название «Шахта Эстония» (эст. Jõhvi JK Estonia kaevandus), позднее был переименован в «Ээсти Пылевкиви» («Эстонсланец»), представлял одноимённое производственное объединение.
После восстановления независимого чемпионата Эстонии в 1992 году был включён в высшую лигу, где выступал бессменно на протяжении девяти сезонов. В весеннем сезоне 1992 года стал серебряным призёром чемпионата страны, не проиграв в турнире ни одного матча. В дальнейшем результаты снизились, что было связано с финансовыми проблемами у организации-спонсора. Последним успехом был выход в финал Кубка Эстонии 1995/96, где команда уступила клубу «Таллинна Садам» (0:2). По итогам сезона 1999 года клуб занял последнее, восьмое место в высшей лиге и должен был понизиться в классе, однако владельцы решили ликвидировать клуб, а его место в первой лиге было продано клубу «Мухумаа».

## Результаты выступлений
| Сезон   | Лига         | Место | Участники | Игры | Победы | Ничьи | Поражения | Забито | Пропущено | Разница мячей | Очки | Бомбардир                       |
| ------- | ------------ | ----- | --------- | ---- | ------ | ----- | --------- | ------ | --------- | ------------- | ---- | ------------------------------- |
| 1992    | Мейстрилийга | 2.    | 14        | 10   | 6      | 4     | 0         | 34     | 15        | +19           | 10   | Сергей Афанасьев (13)           |
| 1992/93 | Мейстрилийга | 4.    | 12        | 22   | 13     | 6     | 3         | 50     | 20        | +30           | 32   | Сергей Афанасьев (13)           |
| 1993/94 | Мейстрилийга | 6.    | 12        | 22   | 9      | 6     | 7         | 39     | 16        | +23           | 24   | Юрий Брайко (10)                |
| 1994/95 | Мейстрилийга | 5.    | 8         | 24   | 9      | 3     | 12        | 42     | 40        | +2            | 21   | Сергей Афанасьев (11)           |
| 1995/96 | Мейстрилийга | 7.    | 8         | 14   | 3      | 8     | 3         | 11     | 17        | -6            | 17   | Сергей Афанасьев (5)            |
| 1996/97 | Мейстрилийга | 7.    | 8         | 14   | 4      | 1     | 9         | 10     | 20        | -10           | 13   | Эдуард Сараев (3)               |
| 1997/98 | Мейстрилийга | 7.    | 8         | 14   | 2      | 5     | 7         | 11     | 23        | -12           | 11   | Сергей Мельников (3)            |
| 1998    | Мейстрилийга | 7.    | 8         | 14   | 2      | 0     | 12        | 10     | 44        | -34           | 6    | Николай Шишелов Юрий Брайко (3) |
| 1999    | Мейстрилийга | 8.    | 8         | 28   | 2      | 7     | 19        | 12     | 81        | -69           | 13   | Николай Шишелов (3)             |

## Тренеры
- Александр Горошкевич (1992)
- Сергей Шарымов (1992—1993)
- Павел Лукьянов (1993—1999)

## Названия
- «Эстония»
- «Эстония/РМТ»
- «Шахта Эстония»
- «Ээсти Пылевкиви» (с 1991)